# Baskatjon
Till baskatjonerna räknas oftast katjoner av kalcium, magnesium och kalium, d.v.s. vanligen Ca2+, Mg2+ och K+. Ibland inkluderas även natrium, Na+. En hög andel baskatjoner i förhållande till surt verkande katjoner (vätejoner, H+ och aluminiumjoner, Al3+) bidrar till att hålla uppe pH-värdet till en hög nivå i mark. Förhållandet mellan dessa grupper av joner benämns ofta basmättnadsgrad. 
Begreppet baskatjoner innebär inte att baskatjonerna ger en basisk reaktion. Begreppet syftar istället på att dessa katjoner kan åtföljas av starka baser. Exempel är KOH och CaO, där kalium och kalcium åtföljs av hydroxid och oxid vilka i dessa föreningar är starkt basiska. Då luftburna partiklar innehållande dessa föreningar tillförs marken sker därför en basisk reaktion. Men baskatjoner tillförs även marken som neutrala havssalter, till exempel som natriumklorid, NaCl, eller som magnesiumsulfat, MgSO4 - i sådana fall påverkas jordens pH endast marginellt.